# Campeonato Carioca de Futebol de 1990
O Campeonato Carioca de Futebol de 1990 foi a 93.ª edição da principal divisão do futebol no Rio de Janeiro.
O Botafogo sagrou-se bicampeão estadual em 1990, após uma campanha quase invicta novamente (perdeu apenas 1 jogo para o América de Três Rios). O time da "Estrela Solitária" não pôde comemorar assim que venceu o Vasco por 1 a 0 no Maracanã em 29 de julho, porque os finalistas tinham interpretações diferentes no regulamento do campeonato.
Em 9 de agosto, o STJD decidiu por 7 votos a 1, a vitória e consequentemente o título de campeão carioca ao Botafogo e a taça só chegou ao clube em 28 de agosto.
A média de público foi de 4.866 torcedores pagantes por jogo.

## História
Um dos episódios mais marcantes deste campeonato ocorreu na final no campeonato, quando Botafogo e Vasco fizeram a decisão, saindo o Botafogo vitorioso e conquistando o título. Porém, na ótica dos vascaínos deveria ser disputada uma prorrogação devido a uma interpretação duvidosa do regulamento.
Dizia o regulamento que a final seria disputada entre os campeões da Taça Guanabara (no caso o Vasco) e da Taça Rio (no caso o Fluminense). Porém caso um terceiro time somasse mais pontos ao final dos 2 turnos, este seria considerado "bye" (no caso o Botafogo), aguardando o confronto entre os 2 primeiros. Nesta "semifinal" o Vasco derrotou o Fluminense por 1 a 0.
Após a última rodada do segundo turno, finalizada no dia 29 de abril, o campeonato entrou em recesso por conta da disputa da Copa do Mundo, e as finais foram marcadas quase três meses depois, nos dias 22 e 29 de julho.
Durante o período de paralisação, foi convocado um arbitral na Federação de Futebol do Estado do Rio de Janeiro (FERJ), para discutir uma alteração no regulamento da competição. A proposta de alteração, que prejudicaria os interesses do Botafogo na fase final, apesar de ter sido apoiada pela maioria dos clubes, necessitava de unanimidade em uma votação para que fosse homologada. Obviamente, o clube de General Severiano não concedeu a unanimidade, manifestando-se contrariamente à alteração sugerida.
Os dirigentes vascaínos, assim como o próprio presidente da FERJ, entenderam que, como a maioria foi a favor da mudança, isto já era condição suficiente para aprovar a alteração do regulamento.
E veio o jogo final, após o Vasco derrotar o Fluminense, no primeiro confronto. Para a partida final entre Botafogo x Vasco, os vascaínos, apoiados pela Ferj, defendiam que, caso o Botafogo derrotasse o Vasco, necessitaria ainda disputar uma prorrogação para definir o vencedor do campeonato. Por outro lado, o Botafogo, seguindo o regulamento original, discursava que bastaria vencer a partida no tempo normal para que fosse proclamado o campeão estadual de 1990.
Após a vitória do Botafogo por 1 a 0, os jogadores botafoguenses deixaram o gramado do Maracanã, se recusando a disputar a prorrogação. Com isso, o Vasco considerou que o Botafogo abandonou o campo, se autoproclamando campeão. Como uma taça havia sido levada pelos botafoguenses ao término da partida, os jogadores do Vasco pegaram uma caravela levada por algum torcedor da Geral e deram uma "volta olímpica". A taça levantada pelo Botafogo após a partida não foi a taça oficial do campeonato.
Na noite de 9 de agosto de 1990, o STJD da CBF decidiu por 7 votos a 1, o título do campeonato carioca ao Botafogo.
A taça chegou em Marechal Hermes em 28 de agosto de 1990 e foi levantada pelo capitão Wilson Gottardo, diante dos torcedores botafoguenses.

## Classificação

### Taça Guanabara (1º Turno)
O vencedor do 1º turno está classificado para a Fase Final.
| Classificação | Classificação        | Classificação | Classificação | Classificação | Classificação | Classificação | Classificação | Classificação | Classificação |
| Pos           | Time                 | PG            | J             | V             | E             | D             | GP            | GS            | SG            |
| ------------- | -------------------- | ------------- | ------------- | ------------- | ------------- | ------------- | ------------- | ------------- | ------------- |
| 1             | Vasco da Gama        | 20            | 11            | 9             | 2             | 0             | 25            | 5             | +20           |
| 2             | Botafogo             | 17            | 11            | 6             | 5             | 0             | 12            | 5             | +7            |
| 3             | Flamengo             | 14            | 11            | 5             | 4             | 2             | 19            | 9             | +10           |
| 4             | Fluminense           | 13            | 11            | 6             | 1             | 4             | 15            | 9             | +6            |
| 5             | Itaperuna            | 13            | 11            | 5             | 3             | 3             | 10            | 6             | +4            |
| 6             | America              | 13            | 11            | 5             | 3             | 3             | 7             | 6             | +1            |
| 7             | Americano            | 10            | 11            | 4             | 2             | 5             | 9             | 12            | -3            |
| 8             | Bangu                | 10            | 11            | 3             | 4             | 4             | 7             | 10            | -3            |
| 9             | Campo Grande         | 9             | 11            | 3             | 3             | 5             | 11            | 16            | -5            |
| 10            | AA Cabofriense       | 6             | 11            | 2             | 2             | 7             | 5             | 14            | -9            |
| 11            | América de Três Rios | 6             | 11            | 1             | 4             | 6             | 8             | 13            | -5            |
| 12            | Nova Cidade          | 1             | 11            | 0             | 1             | 10            | 2             | 25            | -23           |

### Taça Rio de Janeiro (2º Turno)
O vencedor do 2º turno está classificado para a Fase Final.
| Classificação | Classificação        | Classificação | Classificação | Classificação | Classificação | Classificação | Classificação | Classificação | Classificação |
| Pos           | Time                 | PG            | J             | V             | E             | D             | GP            | GS            | SG            |
| ------------- | -------------------- | ------------- | ------------- | ------------- | ------------- | ------------- | ------------- | ------------- | ------------- |
| 1             | Fluminense           | 16            | 11            | 6             | 4             | 1             | 15            | 8             | +7            |
| 2             | Botafogo             | 15            | 11            | 5             | 5             | 1             | 15            | 5             | +10           |
| 3             | Flamengo             | 14            | 11            | 6             | 2             | 3             | 21            | 11            | +10           |
| 4             | America              | 14            | 11            | 6             | 2             | 3             | 11            | 10            | +1            |
| 5             | América de Três Rios | 14            | 11            | 5             | 4             | 2             | 12            | 9             | +3            |
| 6             | Bangu                | 12            | 11            | 5             | 2             | 4             | 9             | 9             | 0             |
| 7             | Vasco da Gama        | 11            | 11            | 3             | 5             | 3             | 18            | 11            | +7            |
| 8             | Americano            | 11            | 11            | 3             | 5             | 3             | 9             | 7             | +2            |
| 9             | Cabofriense          | 8             | 11            | 2             | 4             | 5             | 11            | 20            | -9            |
| 10            | Campo Grande         | 8             | 11            | 2             | 4             | 5             | 7             | 13            | -6            |
| 11            | Nova Cidade          | 5             | 11            | 1             | 3             | 7             | 5             | 20            | -15           |
| 12            | Itaperuna            | 4             | 11            | 0             | 4             | 7             | 4             | 14            | -10           |

### Classificação acumulada dos dois turnos
O clube de melhor campanha está classificado diretamente para a Decisão na Fase Final.
| Classificação | Classificação        | Classificação | Classificação | Classificação | Classificação | Classificação | Classificação | Classificação | Classificação |
| Pos           | Time                 | PG            | J             | V             | E             | D             | GP            | GS            | SG            |
| ------------- | -------------------- | ------------- | ------------- | ------------- | ------------- | ------------- | ------------- | ------------- | ------------- |
| 1             | Botafogo             | 32            | 22            | 11            | 10            | 1             | 27            | 10            | +17           |
| 2             | Vasco da Gama        | 31            | 22            | 12            | 7             | 3             | 43            | 16            | +27           |
| 3             | Fluminense           | 29            | 22            | 12            | 5             | 5             | 30            | 17            | +13           |
| 4             | Flamengo             | 28            | 22            | 11            | 6             | 5             | 40            | 20            | +20           |
| 5             | America              | 27            | 22            | 11            | 5             | 6             | 18            | 16            | +2            |
| 6             | Bangu                | 22            | 22            | 8             | 6             | 8             | 16            | 19            | -3            |
| 7             | Americano            | 21            | 22            | 7             | 7             | 8             | 18            | 19            | -1            |
| 8             | América de Três Rios | 20            | 22            | 6             | 8             | 8             | 20            | 22            | -2            |
| 9             | Itaperuna            | 17            | 22            | 5             | 7             | 10            | 14            | 20            | -6            |
| 10            | Campo Grande         | 17            | 22            | 5             | 7             | 10            | 18            | 29            | -11           |
| 11            | Cabofriense          | 14            | 22            | 4             | 6             | 12            | 16            | 34            | -18           |
| 12            | Nova Cidade          | 6             | 22            | 1             | 4             | 17            | 7             | 45            | -38           |

## Fase Final
Por ter a melhor campanha na classificação acumulada de todo o campeonato, O Botafogo entra diretamente na final, enquanto Vasco da Gama e Fluminense disputam a outra vaga na decisão.

### Semifinal[6]
| 22 de julho | Fluminense | 0 – 1 | Vasco da Gama | Maracanã, Rio de Janeiro                                                                                                |
|             |            |       | Bismarck 67'  | Público: 12,380 Renda: Cr$3.805.200,00 Árbitro: Pedro Carlos Bregalda Assistentes: Guilherme Fernandes e Daniel Pomeroy |

Vasco: Acácio, Luís Carlos Winck, Célio Silva, Quiñonez e Mazinho; Zé do Carmo, Marco Antônio Boiadeiro e Bismarck; Tita e William; Sorato e Bismarck. Técnico: Alcir Portella.
Fluminense: Ricardo Pinto; Torres, Marquinhos, Válber, Edgar (Andriolli) e Luciano; Dacroce, Donizete e Renato; Edemílson e Reinaldo. Técnico: Paulo Emílio

### Final[1]
| 29 de julho | Botafogo                | 1 – 0 | Vasco da Gama | Maracanã, Rio de Janeiro                                        |
|             | Carlos Alberto Dias 79' |       |               | Público: 45 824 Renda: Cr$10.795.500,00 Árbitro: Cláudio Garcia |

Botafogo: Ricardo Cruz; Paulo Roberto, Wilson Gottardo, Gonçalves e Renato Martins; Carlos Alberto Santos, Luisinho e Djair (Gustavo); Donizete, Valdeir e Carlos Alberto Dias. Técnico: Joel Martins da Fonseca.
Vasco: Acácio, Luís Carlos Winck, Célio Silva, Quiñonez e Mazinho; Zé do Carmo, Marco Antônio Boiadeiro, Tita e  William (Roberto Dinamite); Sorato e  Bismarck. Técnico: Alcir Portella.
- Em 9 de agosto de 1990, o Botafogo foi declarado campeão pelo STJD por 7 votos a 1.[4]

## Premiação
| Campeonato Carioca de 1990     |
| Rio de Janeiro                 |
| ------------------------------ |
| BOTAFOGO Campeão (16.º título) |